# 21368 Shiodayama
21368 Shiodayama è un asteroide della fascia principale. Scoperto nel 1997, presenta un'orbita caratterizzata da un semiasse maggiore pari a 3,0190569 UA e da un'eccentricità di 0,0531207, inclinata di 11,29118° rispetto all'eclittica.